# Styrum (Gemeinde)
Styrum [ˈʃtiːʁʊm] war eine alte Siedlung am Unterlauf der Ruhr und eine Gemeinde im Landkreis Mülheim an der Ruhr. Am 1. April 1910 wurde sie in den nördlichen Teil Unterstyrum als Stadtteil Styrum von Oberhausen und den südlichen Teil Oberstyrum als Stadtteil Styrum von Mülheim an der Ruhr geteilt.

## Geschichte
Der Ort entstand vermutlich um ein ostfränkisches Reichsgut an einem Zweig des Hellwegs. Stiarhem wurde urkundlich erstmals um das Jahr 1000 erwähnt. 1067 schenkte König Heinrich IV. das noch nicht kultivierte Land mit seinen Höfen dem Stift Kaiserswerth. Im Jahr 1200 wies Graf Arnold von Altena als Besitzer von Haus Styrum dieses seiner Frau Mechthild von Holland zu Styrum, einer Tochter Florens’ von Holland, als Wittum an. Graf Dietrich von Limburg, ein Sohn Friedrichs von Isenberg, erweiterte im Jahr 1289 mit seinem Sohn Eberhard eine Kemenate vermutlich zu einem Wittum. Bis zum Jahre 1806 war die Herrschaft Styrum eine reichsunmittelbare Herrschaft im Besitz der Grafen von Limburg-Stirum. Im Zuge der napoleonischen Eroberungen wurde sie mit der Herrschaft Broich zum Amt Broich-Styrum, zu dem auch Mülheim gehörte, zusammengefasst.
Im Jahre 1871 kam August Thyssen nach Styrum, um hier Roheisen zu erzeugen und zu verarbeiten. Styrum wurde zum Industriestandort. Aufgrund des starken Zuzugs wurde Styrum von der preußischen Staatsregierung 1878 zum Sitz der Bürgermeisterei Styrum erklärt, zu der zwischen den Städten Mülheim und Oberhausen auch die Gemeinden Alstaden und Dümpten gehörten. Zu diesem Zeitpunkt hatte die neue Bürgermeisterei etwa 21.000 Einwohner. 1904 wurde Styrum nach Mülheim eingemeindet, das unter anderem dadurch 1908 zur Großstadt wurde. Der nördliche Teil Styrums wurde 1910 bei Auflösung des Landkreises Mülheim gemeinsam mit Alstaden und Teilen von Dümpten wieder ausgegliedert und der Stadt Oberhausen zugeordnet.

## Persönlichkeiten
- Wilhelm Wolf (1899–1948), Textilkaufmann und Politiker (CDU)